# Éclipse solaire du 25 novembre 2030
Une éclipse solaire totale aura lieu le 25 novembre 2030.

## Parcours

Carte animée de l'éclipse.

Cette éclipse totale commencera dans l'océan Atlantique, à environ 1000 km des côtes de Namibie, qu'elle traversera, et continuera sur l'Afrique australe. Ensuite, elle traversera tout l'océan Indien austral, au milieu duquel elle aura son maximum. Puis, à la fin de son parcours, elle abordera le sud-est de l'Australie pour finir juste avant la côte est, au coucher du soleil local.